# Eulitopus carreti
Eulitopus carreti là một loài bọ cánh cứng trong họ Cerambycidae.